# Таргетная терапия
Таргетная терапия или молекулярно-таргетная («молекулярно-прицельная») терапия (англ. target «цель, мишень») является одним из значительных направлений медикаментозного лечения (фармакотерапии) рака; другими являются гормональная терапия и химиотерапия. Как вид молекулярной медицины, таргетная терапия блокирует рост раковых клеток с помощью вмешательства в механизм действия конкретных целевых (таргетных) молекул, необходимых для канцерогенеза и роста опухоли, а не просто препятствуя размножению всех быстро делящихся клеток (как, например, делает традиционная химиотерапия). Поскольку большинство препаратов для таргетной терапии являются биофармацевтическими, синонимом таргетной терапии иногда служит термин биологическая терапия при использовании в контексте терапии рака (и, следовательно, таковая отличается от химиотерапии, то есть цитотоксической терапии). Тем не менее, эти методы могут использоваться в сочетаниях друг с другом, когда комплексы лекарственных средств на основе антител объединяют биологические и цитотоксические механизмы в одном таргетном препарате.
Таргетная терапия рака, как ожидается, будет более эффективной, чем прежние виды лечения, и менее вредной для нормальных клеток. Многие таргетные методы лечения являются примерами иммунотерапии (так как используют иммунные механизмы для терапевтических целей), разрабатываемой в области онкоиммунологии. Таким образом, являясь иммуномодуляторами, они представляют собой один из типов модификаторов биологического ответа.
Наиболее успешные таргетные методы лечения используют химические субстанции, которые (преимущественно) нацелены на какой-либо белок или фермент, который несёт мутацию или другие генетические изменения, специфичные для раковых клеток и отсутствующие в нормальной ткани хозяина. Одним из наиболее успешных молекулярных таргетных лекарственных препаратов является Гливек (Gleevec), который представляет собой ингибитор киназы с исключительным сродством к гибридному белку BCR-ABL, который является важным фактором онкогенеза при хроническом миелолейкозе. Несмотря на наличие целого ряда других показаний, Гливек является наиболее эффективным в отношении BCR-ABL. Другой пример молекулярно-таргетного препарата, подавляющего мутировавшие онкогены, это PLX27892, нацеленный на мутантный B-Raf при меланоме.
Существуют таргетные препараты для лечения рака молочной железы, множественной миеломы, лимфомы, рака предстательной железы, меланомы и других раковых заболеваний.
Решающие эксперименты, которые показали, что молекулярно-прицельная терапия способна обратить развитие злокачественного фенотипа опухолевых клеток, проводились при лечении HER2 / NEU трансформированных клеток моноклональными антителами in vitro (в пробирке) и in vivo (на живом организме) в лаборатории Марка Грина, и их проведение освещалось с 1985 года.
Некоторые оспаривали применение термина, заявив, что такие препараты, как правило, недостаточно избирательны. Таргетные лекарства также могли бы считаться «химиотерапией» или «нецитотоксической химиотерапией», так как в широком смысле «химиотерапия» означает "лечение химическими веществами, которые не должны действовать на клетки пациента". Однако термин «химиотерапия» в настоящее время в основном используется только для традиционной химиотерапии.

## Виды таргетных препаратов
Основные категории таргетных препаратов в настоящее время основаны на двух типах веществ: малые молекулы (низкомолекулярные биологически активные вещества) и моноклональные антитела

### Ингибиторы тирозинкиназы (малые молекулы)

Механизм действия иматиниба

Многие представляют собой ингибиторы тирозинкиназы.
- Мезилат иматиниба (Гливек, также известный как STI-571) предназначен для лечения хронического миелолейкоза желудочно-кишечной стромальной опухоли и некоторых других видов рака. Ранние клинические испытания показывают, что иматиниб может быть эффективным в лечении dermatofibrosarcoma protuberans.
- Гефитиниб (Иресса, также известный как ZD1839), нацелен на рецептор эпидермального фактора роста (EGFR) тирозинкиназы и одобрен в США для немелкоклеточного рака легких.
- Эрлотиниб (торговое название Tarceva). Эрлотиниб ингибирует рецептор эпидермального фактора роста,[5] и обладает аналогичным механизмом действия с гефитинибом. Эрлотиниб показал увеличение выживаемости больных метастатическим немелкоклеточным раком легких, при использовании в качестве терапии второй линии. Из-за этого факта эрлотиниб пришел на замену гефитинибу при данном заболевании.
- Сорафениб (Nexavar)[6]
- Сунитиниб (Сутент)
- Дазатиниб (Sprycel)
- Лапатиниб (Tykerb)
- Нилотиниб (Tasigna)
- Бортезомиб (Velcade) является ингибитором протеасом, препаратом, вызывающим апоптоз; под действием его раковые клетки подвергаются клеточной гибели, так как он нарушает синтез их белков. Он одобрен в США для лечения множественной миеломы, которая не ответила на другие виды лечения.
- Селективный модулятор рецептора эстрогена тамоксифен был описан как основа целенаправленной терапии.[7]
- Ингибиторы Янус-киназы, например, одобренный FDA tofacitinib
- ALK-ингибитор, например, кризотиниб[8]
- Bcl-2 ингибиторы (например, обатоклакс на клинических испытаниях, навитоклакс и госсипол.[9]
- Ингибиторы PARP (например, инипариб, олапариб[англ.] на клинических испытаниях)
- Ингибитор PI3K (например, перифозин в фазе III клинических испытаний)
- Апатиниб является селективным ингибитором VEGF рецептора 2 , который показывает обнадеживающую противоопухолевую активность в широком диапазоне злокачественных новообразований на клинических испытаниях.[10] Апатиниб в настоящее время в клинической разработке для лечения метастатического рака желудка, метастатического рака молочной железы и распространенного печеночноклеточного рака.[11]
- АН-152 (AEZS-108, доксорубицин) связывающийся с [D-Lys (6)] -. ЛГРГ, Результаты клинических испытаний фазы II в отношении рака яичников[12]
- Ингибиторы BRAF (вемурафениб[13], дабрафениб[14], LGX818) используются для лечения метастатической меланомы, развивающейся при мутации BRAF V600E
- Ингибиторы MEK (киназы митоген-активируемой протеинкиназы, англ. itogen-activated protein kinase kinase) (траметиниб[15], MEK162) (англ. MEK inhibitors) используются в экспериментах, часто в сочетании с ингибиторами BRAF для лечения меланомы
- Ингибиторы циклин-зависимой киназы (CDK), например, PD-0332991, LEE011 - на стадии клинических испытаний
- Ингибиторы Hsp90 (англ. heat shock protein 90 inhibitors), некоторые на клинических испытаниях
- Салиномицин[16][17] продемонстрировал эффективность в поражении раковых стволовых клеток при вызванных в лабораторных условиях и естественно развивающихся опухолях молочной железы у мышей.

### Комплексные препараты малых молекул
- Винтафолид[18] — комплексный лекарственный препарат малых молекул, состоящий из малых молекул, нацеленных на рецептор фолиевой кислоты. В настоящее время он находится на клинических испытаниях в отношении устойчивого к препаратам платины рака яичников (испытания PROCEED) и испытаниях фазы 2b (испытания TARGET) против немелкоклеточного рака лёгкого (НМРЛ)[19].

### Ингибиторы серин / треонин киназы (малые молекулы)
- Темсиролимус (Торисел)
- Эверолимус (Афинитор)
- Вемурафениб (Зелбораф)
- Траметиниб (Мекинист)
- Дабрафениб (Тафинлар)

### Моноклональные антитела
Несколько находятся в стадии разработки, а несколько было лицензировано FDA. Примеры лицензированных моноклональных антител включают в себя:
- Ритуксимаб (торговые названия Мабтера или Ритуксан) нацелены на CD20 в В-клетках. Он используется при неходжкинских лимфомах.
- Трастузумаб (Герцептин[20]) нацелен на рецептор HER2 / Neu (также известный как ErbB2), выраженный при некоторых типах рака молочной железы
- Алемтузумаб
- Цетуксимаб (торговое название Эрбитукс) и Панитумумаб нацелены на рецептор эпидермального фактора роста (EGFR). Они используются в лечении рака толстой кишки и немелкоклеточного рака легкого.
- Бевацизумаб (торговое название Авастин) нацелен на циркулирующий VEGF-лиганд. Он одобрен для применения в лечении рака толстой кишки, рака молочной железы, немелкоклеточного рака легкого, и исследуется для лечении саркомы. Рекомендовано его использование для лечения опухолей головного мозга[21]
- Ипилимумаб

В настоящее время разрабатываются многие комплексные препараты «антитело-лекарственное средство» с (АЦП). См. также ADEPT (антитело-направляемые ферментные пролекарственные препараты).

## Прогресс и будущее
В США действует Программа разработки молекулярных таргетных препаратов Национального института рака, направленная на выявление и оценку молекулярных мишеней, которые могут быть кандидатами на разработку лекарств.